# Liste der Biografien/Clai
Liste der Biografien |
Portal Biografien |
Personensuche
# |
A |
B |
C |
D |
E |
F |
G |
H |
I |
J |
K |
L |
M |
N |
O |
P |
Q |
R |
S |
T |
U |
V |
W |
X |
Y |
Z |
?
 
Ca |
Cb |
Cc |
Ce |
Ch |
Ci |
Cj |
Ck |
Cl |
Cm |
Cn |
Co |
Cr |
Cs |
Ct |
Cu |
Cv |
Cw |
Cy |
Cz
 
Cla |
Cle |
Cli |
Clo |
Clu |
Clw |
Cly
 
Claa |
Clab |
Clac |
Clad |
Clae |
Claf |
Clag |
Clah |
Clai |
Claj |
Clam |
Clan |
Clap |
Clar |
Clas |
Clat |
Clau |
Clav |
Claw |
Clax |
Clay
Die Liste der Biografien führt alle Personen auf, die in der deutschsprachigen Wikipedia einen Artikel haben. Dieses ist eine Teilliste mit 53 Einträgen von Personen, deren Namen mit den Buchstaben „Clai“ beginnt.

## Clai

### Claib
- Claiborne, Billy (1860–1882), Cowboy, Bergarbeiter und Revolverheld des Wilden WestensBilly Claiborne (1860–1882)

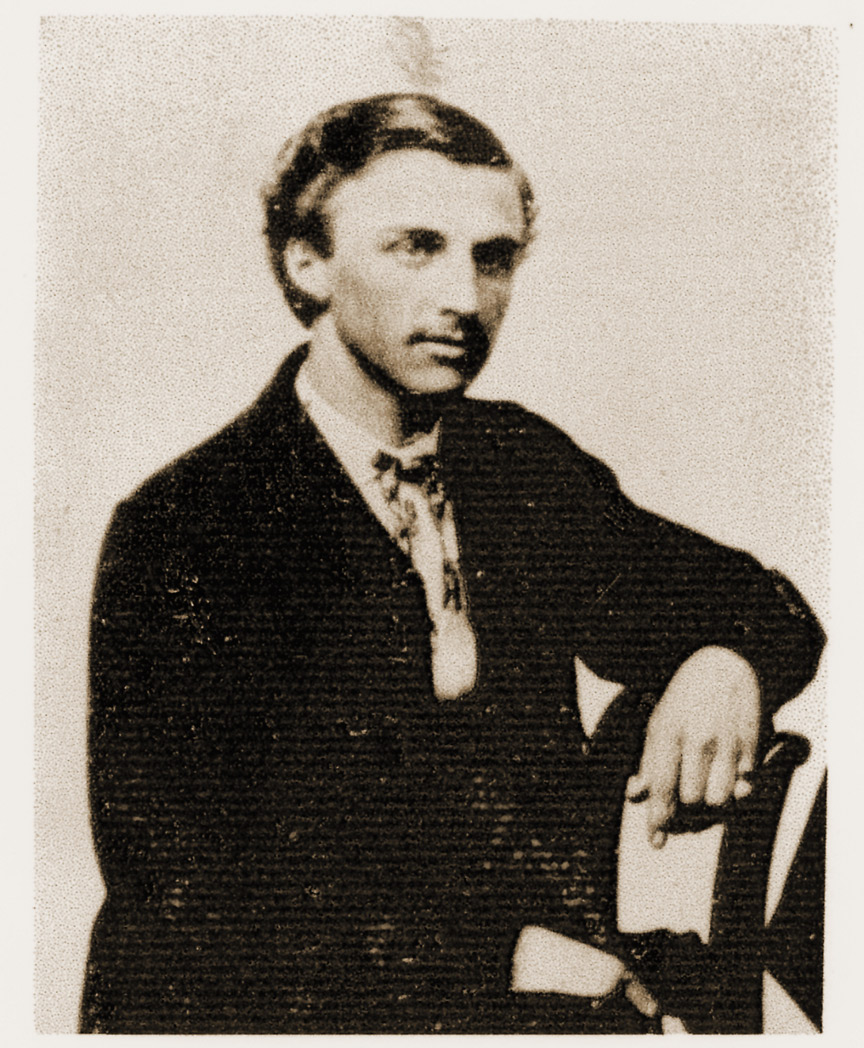
Billy Claiborne (1860–1882)

- Claiborne, Craig (1920–2000), US-amerikanischer Restaurantkritiker, Kochbuchautor und Journalist
- Claiborne, Harry E. (1917–2004), US-amerikanischer Jurist
- Claiborne, James Robert (1882–1944), US-amerikanischer Politiker
- Claiborne, John (1777–1808), US-amerikanischer Politiker
- Claiborne, John Francis Hamtramck (1809–1884), US-amerikanischer Politiker
- Claiborne, Liz (1929–2007), US-amerikanische Modeschöpferin
- Claiborne, Loretta (* 1953), US-amerikanische Läuferin, Medaillengewinnerin bei Special Olympics
- Claiborne, Morris (* 1990), US-amerikanischer American-Football-Spieler
- Claiborne, Nathaniel (1777–1859), US-amerikanischer Politiker
- Claiborne, Shane (* 1975), US-amerikanischer Buchautor, politischer Aktivist und christlicher Redner
- Claiborne, Thomas (1749–1812), US-amerikanischer Politiker
- Claiborne, Thomas (1780–1856), US-amerikanischer Politiker
- Claiborne, William C. C. († 1817), US-amerikanischer Politiker

### Clain
- Clain, Fabien (1978–2019), französischer Dschihadist und Terrorist
- Clain, Pablo (1652–1717), tschechischer Jesuit, Missionar, Pharmazeut, Naturwissenschaftler und Sprachforscher

### Clair
- Clair, Andrée (1916–1982), französische Schriftstellerin
- Clair, Cyrielle (* 1955), französische Schauspielerin
- Clair, Jany (* 1938), französische Schauspielerin
- Clair, Jean (* 1940), französischer Kunsthistoriker, Konservator, Museumsleiter und Autor
- Clair, Johannes (* 1985), deutscher Autor und Ex-Soldat
- Clair, Julia (* 1994), französische Skispringerin
- Clair, Merven (* 1993), mauritischer Boxer
- Clair, René (1898–1981), französischer Regisseur und Schriftsteller
- Clair, Sandie (* 1988), französische Bahnradsportlerin
- Clairac, Louis André de La Mamie de (1690–1752), französischer Militäringenieur
- Clairaut, Alexis-Claude (1713–1765), französischer Mathematiker und Physiker
- Clairay, Yann (* 1983), französischer Automobilrennfahrer
- Claire von Luxemburg (* 1985), luxemburgische Prinzessin, Bioethik-Forscherin und Ehefrau von Félix von Luxemburg
- Claire, Caroline (* 2000), US-amerikanische Freestyle-Skisportlerin
- Claire, Evelyn (* 1996), US-amerikanische Pornodarstellerin, Schauspielerin und StreamerinEvelyn Claire (* 1996)

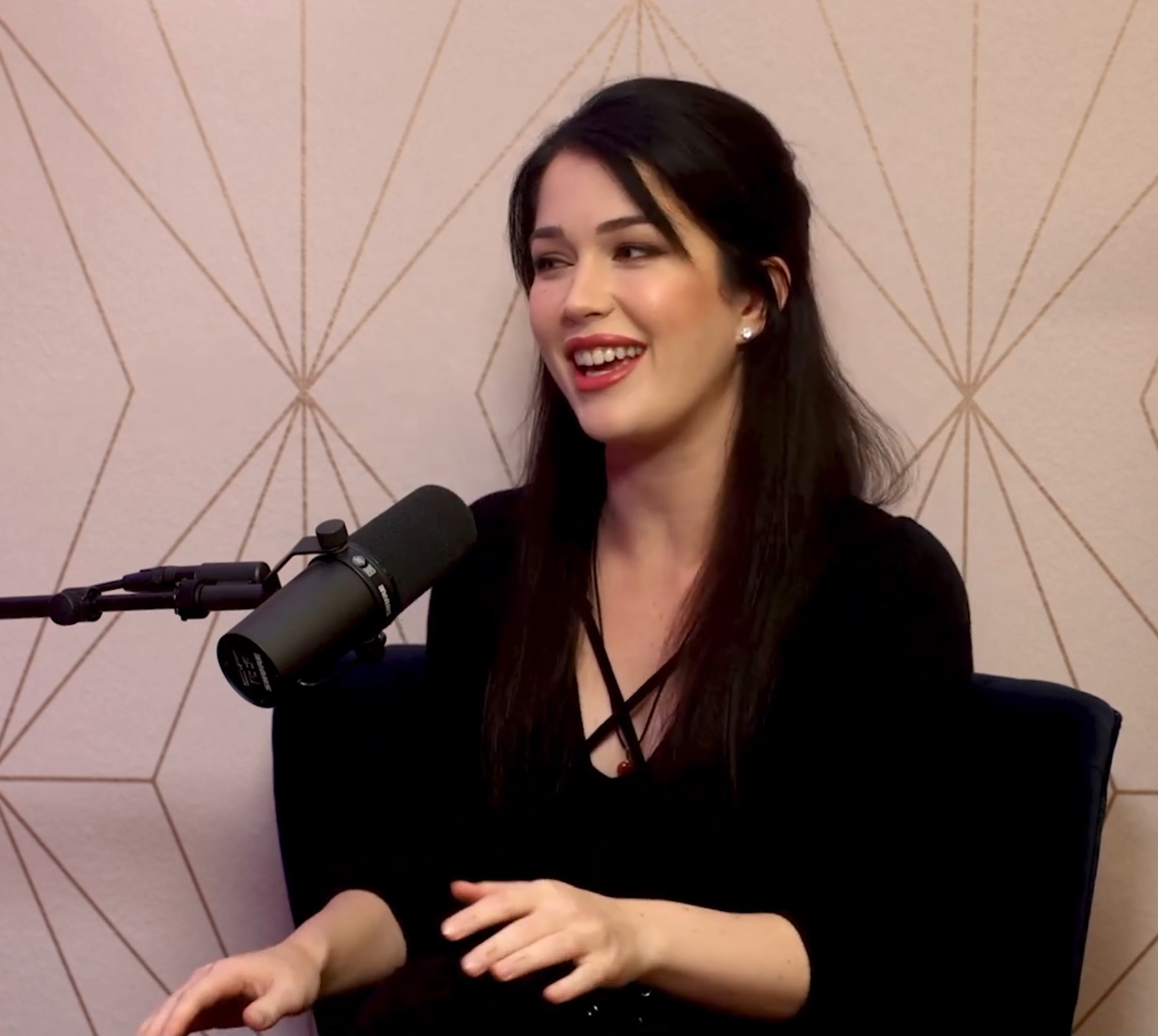
Evelyn Claire (* 1996)

- Claire, Ina (1893–1985), US-amerikanische Film- und Bühnenschauspielerin
- Claire, Lenora (* 1980), US-amerikanische Schauspielerin
- Claire, Modeste (1880–1966), russischer Geologe, Paläontologe und Hochschullehrer
- Claire, Nicolas (* 1987), französischer Handballspieler
- Clairembourg, Anne-Pascale (* 1975), belgische Schauspielerin
- Clairin, Georges (1843–1919), französischer Porträt-, Genre- und Historien- sowie Orientmaler
- Clairin, Jean (1876–1914), französischer Mathematiker
- Clairmont, Christoph W. (1924–2004), schweizerisch-US-amerikanischer Klassischer Archäologe
- Clairmont, Claire (1798–1879), britische Schriftstellerin und Geliebte des Dichters Lord Byron
- Clairmont, Denny (1935–2020), US-amerikanischer Unternehmer und Erfinder
- Clairmont, Paul (1875–1942), österreichischer Chirurg und Hochschullehrer
- Clairo (* 1998), US-amerikanische Singer-SongwriterinClairo (* 1998)

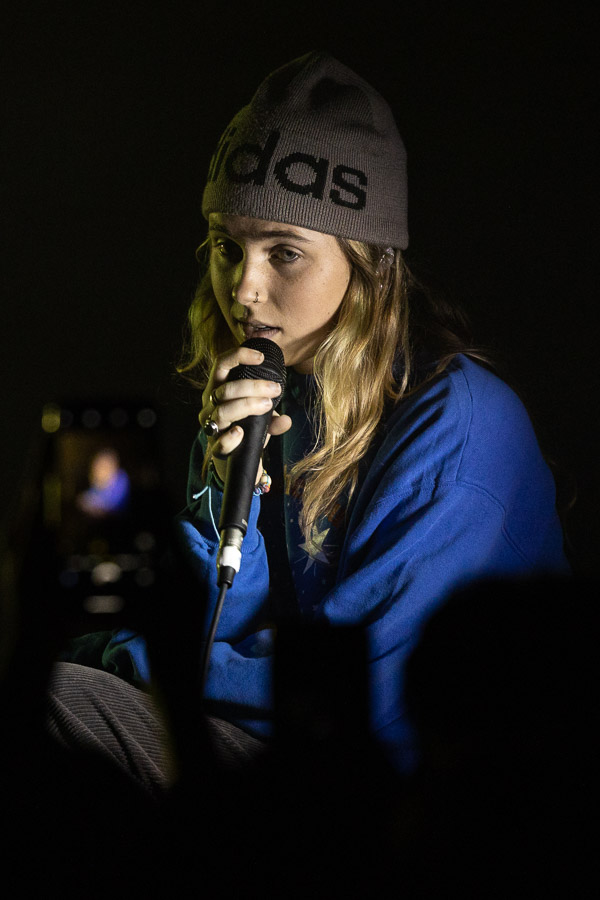
Clairo (* 1998)

- Clairon d’Haussonville, Arthur (1866–1913), deutscher Verwaltungsbeamter und Parlamentarier
- Clairon d’Haussonville, Max (1836–1899), preußischer Verwaltungsjurist, Regierungspräsident in Köslin und Kassel
- Clairon, Claire (1723–1803), französische Tragödin und Hofmaitresse in Ansbach
- Clairville, Joseph Philippe de (1742–1830), französischer Botaniker und Entomologe
- Clairville, Louis François (1811–1879), französischer Bühnenautor und Librettist

### Clais
- Clais, Johann Sebastian von (1742–1809), deutsch-schweizerischer Uhrmacher, Erfinder, Unternehmer, Hofrat, Salinenoberkommissar und Bergwerksdirektor
- Claisen, Ludwig (1851–1930), deutscher Chemiker
- Claisse, Geneviève (1935–2018), französische Künstlerin
- Claisse, Georges (1941–2021), französischer Schauspieler

### Claiv
- Claivaz, Maurice (1798–1883), Schweizer Politiker und Arzt